# Elkan Bauer
Pour les articles homonymes, voir Bauer.
Elkan Bauer (né à Nicolsbourg en margraviat de Moravie le 4 avril 1852 - mort au camp de concentration de Theresienstadt le 20 septembre 1942) est un compositeur autrichien.

## Biographie
Elkan Bauer ne savait ni lire ni écrire la musique, mais les mélodies qu'il sifflait étaient transcrites et jouées dans des concerts en plein air ou dans des kiosques de Vienne en Autriche. Il a été déporté en 1942à l'âge de 90 ans dans le camp de concentration de Theresienstadt et tué là-bas la même année. Sa petite fille, survivante d'Auschwitz Elisa Springer a rédigé un livre Das Schweigen der Lebenden (Le silence des vivants) ; au sein de la fondation Elisa Springer administre l'héritage de Bauer.